# Stegea powelli
Stegea powelli là một loài bướm đêm trong họ Crambidae.